# Kaptúra

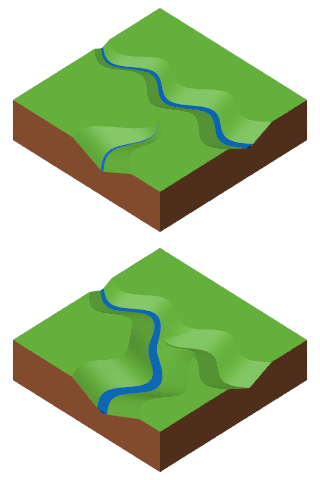
Kaptúra hátráló erózió révén

A kaptúra (más néven „folyólefejeződés”) vízrajzi szakkifejezés, amely azt a jelenséget írja le, ahogyan egy mélyebben fekvő folyóvölgy oldalazó, vagy hátráló erózió révén elér egy másik, magasabban fekvő folyóvölgyet, és ennek során a folyó vize az alacsonyabban futó mederbe terelődik. Ez lehet egy hosszabb folyamat, amikor a víz kétfelé folyatja útját (bifurkáció), de hirtelen változás is, például ha egy árvíz alkalmával a víz átcsap, és ettől kezdve teljesen az új folyásirányt követi.

## Felszín alatti kaptúra

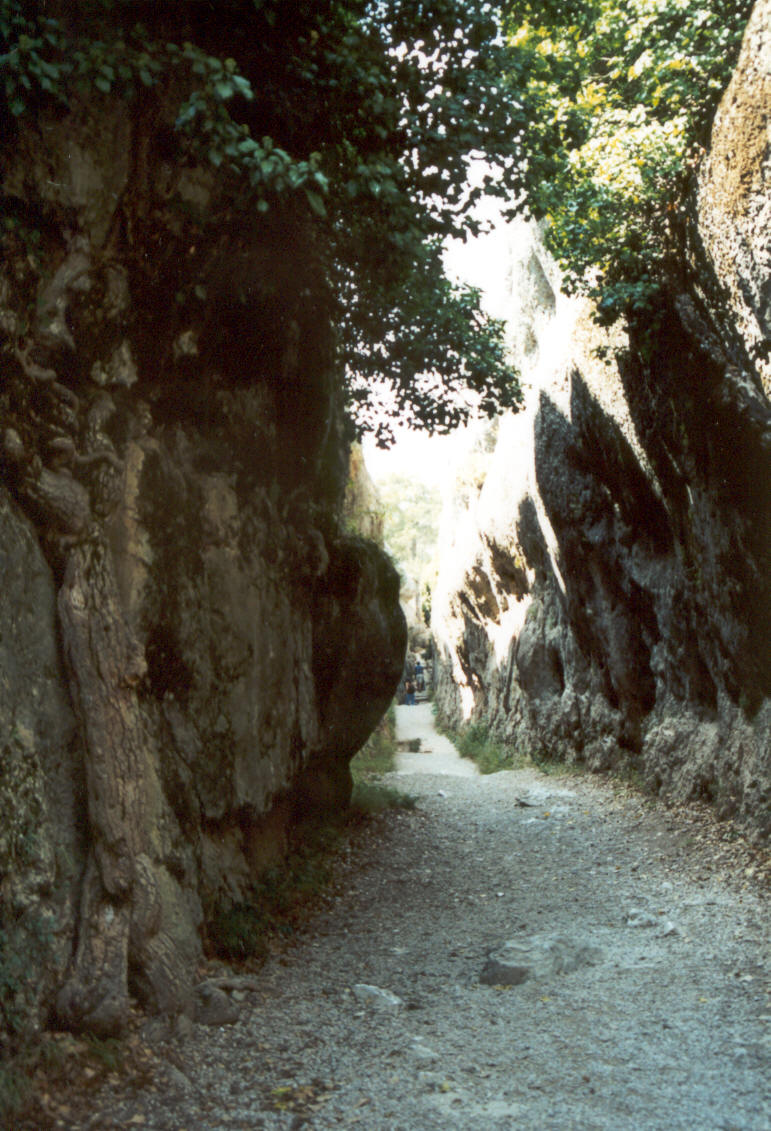
A folyóvíz által elhagyott kanyon, „wind gap” Spanyolországban

A jelenség speciális változata a batükaptúra, amikor a szomszédos folyó egy barlangrendszeren keresztül csapolja le a magasabban folyó vizet. Ez a barlangi vízfolyás idővel beomlások révén átalakulhat felszíni folyóvá.

## Elhagyott folyómeder
A folyómeder-szakasz, amely a kaptúra miatt víz nélkül marad, kiszárad; nemzetközileg használt angol kifejezéssel wind gap-nek nevezzik, magyar kifejezés erre még nem született. Annak a változatnak, amelyben marad némi vízfolyás, „water gap” a neve. Hegyvidékeken, pl. a Sziklás-hegységben ezek a topográfiai alakzatok különösen alkalmasak voltak utak építésére.[forrás?]

## Magyarországon
A kaptúra magyarországi példája, például a régi, rövid Zala folyó hátravágódása, amely elérte a Marcal völgyét, és „lefejezte” a Marcal addigi folyását (Zala-kaptúra, türjei kaptúra).